# Patricia Martínez Augusto
Patricia Martínez Augusto (Ponferrada, 15 de março de 1990) é uma futebolista espanhola. Atualmente, disputa a D1 feminino (França) pela ASPTT Albi